# 皇女ソフィア
『皇女ソフィア』（こうじょソフィア、露: Царевна Софья）は、ロシアの画家イリヤ・レーピンにより1879年に描かれた、歴史画に分類される油彩画である。
正式名称は、「ノヴォデヴィチ修道院に幽閉されて1年後の皇女ソフィア・アレクセーエヴナ、1698年に銃兵隊が処刑され、彼女の使用人が拷問されたとき」である。モスクワにあるトレチャコフ美術館に収蔵されている。

## 歴史的背景
ロマノフ朝2代目のツァーリであるアレクセイは、1657年に生まれたソフィア・アレクセーエヴナの他に、フョードル3世、イヴァン5世、ピョートル1世など多くの子女をなした。まず、フョードルがツァーリとなるが、病弱だったため6年後に20歳の若さで死去する。イヴァンは、知的障害をもっていた。そこで、ピョートル1世が即位した。しかし、ソフィアは25歳のとき、銃兵隊（ストレリツィ）の反乱を起こさせ、イヴァン5世をツァーリとし、ピョートルを名目上の共同統治者として、自ら摂政の座につき、実権を掌握した。
ソフィアは、ピョートルを田舎に追いやった。2度のクリミア遠征の失敗などの失政に苛立ったソフィアは、ピョートルを取り除くために銃兵隊の反乱を起こしたが失敗する。1689年、ソフィアはモスクワのノヴォデヴィチ女子修道院に幽閉され、ピョートルは改めてツァーリとなる。9年後の1698年、銃兵隊の反乱が起きると、ソフィアを支持した1500人近くの兵士が処刑された。さらに、ソフィアが反乱を指揮したという証拠がなかったのにもかかわらず、ピョートルは、ノヴォデヴィチ女子修道院のそばにも処刑台を設け、さらには反乱を首謀したと思われる3人の兵士の死体をソフィアのいる部屋の窓の外側に吊り下げた。
やがて、ソフィアを修道女にするようにとの命令を受けた兵士や修道僧たちは、部屋まで行って扉を開ける。そのときに目に飛び込んできた光景を描いたものが本作である。この後、ソフィアは強引に剃髪させられ、大勢の兵士に監視され続け、1704年に他界した。

## 作品
逞しく太ったソフィアが、腕を組んでテーブルに寄りかかり、堂々とした風格を漂わせながらこちらを向いて立っている。唇を真一文字に結び、眉間にしわを寄せて険しい表情で怒りを露わにし、血走った目を見開いて睨みをきかせている。修道院に幽閉されたソフィアを支持していた兵士が処刑されたことへの憤怒と苦悩が描かれている。
黒尽くめの服を着た侍女が、奥で怯えて縮こまっている。テーブルの上には、ページを開いた状態の本、飲みかけのグラス、羽根ペンや燭台などが置かれている。画面右側に見える窓は、逃走を防ぐために開閉ができなくされており、窓の外側には銃兵隊長の死体のシルエットがぼんやりと映っている。